# Đỗ Tiến Tuấn
Đỗ Tiến Tuấn (sinh ngày 3 tháng 9 năm 1967 tại phường Đằng Giang, Ngô Quyền, Hải Phòng - mất năm 2020 tại Hải Phòng) là một võ sĩ quyền anh người Việt Nam. Tiến Tuấn là một trong hai vận động viên lịch sử của quyền anh Việt Nam có mặt thi đấu tại Thế vận hội Olympics Mùa hè Seul 1988. Dù đạt đỉnh cao trong thể thao nhưng Tiến Tuấn có một đời tư bất hảo. Năm 1999, sau nhiều vụ việc, Tuấn chính thức bị kết án giết người và bị tù chung thân. Năm 2020, Tiến Tuấn bị bạn tù đánh chết trong tù, hưởng dương 53 tuổi.